# Kanton Sainte-Geneviève-sur-Argence
Sainte-Geneviève-sur-Argence is een voormalig kanton van het Franse departement Aveyron. Het kanton werd op 22 maart 2015 opgeheven bij toepassing van het decreet van 21 februari 2014. De gemeenten werden opgenomen in het nieuwe kanton Aubrac et Carladez. Het kanton maakte deel uit van het arrondissement Rodez.

## Gemeenten
Het kanton Sainte-Geneviève-sur-Argence omvatte de volgende gemeenten:
- Alpuech
- Cantoin
- Graissac
- Lacalm
- Sainte-Geneviève-sur-Argence (hoofdplaats)
- La Terrisse
- Vitrac-en-Viadène